# Xavier Castellar Devis
Xavier Castellar Devis (Massamagrell, Horta Nord, 18 d'abril de 1961) va ser un ciclista valencià, que fou professional entre 1984 i 1989. De la seva carrera esportiva els seus principals èxits foren dues victòries d'etapa a la Volta a Astúries i a la Volta a Colòmbia. També cal remarcar el 3r lloc al Campionat d'Espanya en ruta del 1985.

## Palmarès
- 1983
  - 1r a la Volta a Tarragona
- 1984
  - Vencedor d'una etapa de la Volta a Burgos
- 1985
  - 1r al GP del Camp de Morvedre
- 1986
  - Vencedor d'una etapa de la Volta a Astúries
- 1987
  - Vencedor d'una etapa de la Volta a Colòmbia

### Resultats a la Volta a Espanya
- 1984. 44è de la classificació general
- 1985. 85è de la classificació general
- 1986. Abandona
- 1987. 60è de la classificació general
- 1988. 37è de la classificació general